# Adolph Gettler
Adolph Gettler is een personage uit Ian Flemings James Bondroman Casino Royale (1953) en de gelijknamige film uit 2006, waarin hij werd vertolkt door Richard Sammel.

## Boek
In het boek werkte Gettler voor de organisatie SMERSH; na de dood van Le Chiffre volgde hij James Bond en Vesper Lynd op hun vakantie aan de kust van Frankrijk. Gettler is gestuurd om Vesper uit te schakelen, maar als ze hem betrapt pleegt zij zelfmoord. Ze was bang dat Gettler Bond ook zou vermoorden als hij zou toeslaan.

## Film
In de film werd alleen de achternaam Gettler van het personage bekend. Gettler werkt voor Mr. White en volgt James Bond en Vesper Lynd op hun vakantie in Venetië na de dood van Le Chiffre, nadat Bond ontslag heeft genomen bij MI6. Nadat Bond en Vesper de liefde bedreven hebben haalt Vesper het geld dat Bond gewonnen heeft in Casino Royale van Bonds bankrekening en overhandigt dit aan Gettler, waar Bond getuige van is. Als Bond echter betrapt wordt, ontvoert Gettler Vesper, waarna een groot gevecht ontstaat waarbij Bond Gettler uiteindelijk weet uit te schakelen door hem met een nagelpistool in zijn blinde oog te raken.